# Leggenda di San Bassiano
La leggenda di San Bassiano è un testo in koiné lombardo-veneta scritto nel XII secolo e primo esempio di dialetto lodigiano conosciuto, trattante il patrono lodigiano e il suo miracolo dei cacciatori. Il poemetto venne riscoperto nei primi del Novecento ed è stato ristampato dal monsignor Giuseppe Amici nel 1938.